# Funcom
Funcom Productions A/S (abbraviato in Funcom) è una casa sviluppatrice ed editrice di videogiochi norvegese. La sede è a Oslo, ma ha uffici negli Stati Uniti d'America, in Svizzera e in Cina.
Fondata da Erik Gloersen, Ian Neil, Andre Backen, Gaute Godager e Olav Mørkrid, la Funcom è uno dei principali sviluppatori ed editori indipendenti in Europa.

## Videogiochi prodotti
La Funcom si concentra soprattutto sullo sviluppo di giochi per computer, ma ha anche prodotto giochi su altre console come Super NES, Sega Saturn, Sega Mega Drive e Xbox.
La Funcom è diventata famosa con Anarchy Online, un MMORPG che ha vinto più di 20 premi internazionali; la Funcom ha inoltre pubblicato varie espansioni di questo gioco.
Un altro famoso MMORPG della Funcom è Age of Conan, pubblicato il 23 maggio 2008, ha venduto circa 400 000 copie nei primi mesi dopo l'uscita; successivamente il gioco ha poi adottato la formula free to play.
Il 31 gennaio 2017 è stato pubblicato - in modalità "Accesso anticipato" su Steam - Conan Exiles, un gioco del genere "survival" ambientato nello stesso universo di Age of Conan.

## Giochi sviluppati
| Titoli                              | Anno       | Genere               | Piattaforma                  | Note                                     |
| ----------------------------------- | ---------- | -------------------- | ---------------------------- | ---------------------------------------- |
| Conan Exiles                        | 2017       | Sopravvivenza        | PC                           | Basato sull'universo di Age of Conan     |
| The Park                            | 2015       | Survival horror      | PC                           |                                          |
| LEGO Minifigures Online             | 2014       | MMORPG               | PC, Android, iOS             |                                          |
| Pets vs. Monsters                   | 2012       | MMORPG               | PC, Mac OS X                 |                                          |
| Fashion Week Live                   | 2012       | Facebook Game        | Facebook                     | Basato su un gioco sociale di moda       |
| The Secret World                    | 2012       | MMORPG               | PC                           |                                          |
| Age of Conan: Rise of the Godslayer | 2010       | MMORPG               | PC                           | La prima Expansion-pack per Age of Conan |
| Age of Conan: Unchained             | 2008       | MMORPG               | PC                           |                                          |
| Dreamfall: The Longest Journey      | 2006       | Avventura            | PC, Xbox                     |                                          |
| Anarchy Online                      | 2001       | MMORPG               | PC                           |                                          |
| No Escape                           | 2000       | Sparatutto           | PC                           |                                          |
| CMX                                 | 1999       | Guida                | PlayStation                  | Sviluppato da Funcom Dublin              |
| The Longest Journey                 | 1999       | Avventura            | PC                           |                                          |
| Speed Freaks                        | 1999       | Guida                | PlayStation                  | Sviluppato da Funcom Dublin              |
| NBA Hangtime                        | 1997       | Sportivo             | Mega Drive                   |                                          |
| Casper                              | 1996       | Rompicapo, avventura | Sega Saturn                  |                                          |
| Impact Racing                       | 1996       | Guida                | PlayStation, Sega Saturn     | Sviluppato da Funcom Dublin              |
| Dragonheart: Fire & Steel           | 1996       | Azione               | PC, PlayStation, Sega Saturn |                                          |
| Winter Gold                         | 1996       | Sportivo             | SNES                         |                                          |
| Nightmare Circus                    | 1996       | Azione               | Mega Drive                   |                                          |
| Disney's Pocahontas                 | 1996       | Avventura            | Mega Drive                   |                                          |
| Samurai Shodown                     | 1995       | Picchiaduro          | Sega Mega CD                 | Porting della Funcom                     |
| Fatal Fury Special                  | 1995       | Picchiaduro          | Sega Mega CD                 | Porting della Funcom                     |
| Daze Before Christmas               | 1994       | Azione               | Mega Drive, SNES             |                                          |
| A Dinosaur's Tale                   | 1994       | Avventura            | Mega Drive                   |                                          |
| World Heroes CD                     | Cancellato | Picchiaduro          | Sega Mega CD                 |                                          |
| Steel Rebellion                     | Cancellato | Strategico           | PC                           |                                          |
| Midgard                             | Cancellato | MMORPG               | PC                           |                                          |